# Faster/P.C.P.
Faster/P.C.P. is een dubbele A-kant single van de Welshe alternatieve rockband Manic Street Preachers, bestaande uit het negende en dertiende nummer van het album The Holy Bible uit 1994. Het behaalde nummer 16 in de UK Singles Chart.

## Tekst
Beide nummers werden geschreven door Richey Edwards en Nicky Wire. In een interview gaf Wire aan dat P.C.P. over het gevaar van politieke correctheid gaat. De betekenis van Faster lag voor Wire minder voor de hand; hij noemde het de eerste keer dat ze een nummer hadden geschreven waar ze zelf de betekenis niet helemaal van wisten.

## Quotes
Zoals de meeste nummers van The Holy Bible samplen beide nummers een citaat. Faster bevat een citaat uit de film Nineteen Eighty-Four uitgesproken door John Hurt, P.C.P. uit de film The Dresser uitgesproken door Albert Finney.

## Tracks

### CD
1. "Faster"
2. "P.C.P."
3. "Sculpture of Man"
4. "New Art Riot" (live in E Minor at Clapham Grand, London, 2 March 1994)

### 10"
1. "Faster"
2. "P.C.P."
3. "Sculpture of Man"

### MC
1. "Faster"
2. "P.C.P."